# Aeroporto de Água Boa
O Aeroporto de Água Boa (IATA: GGB, ICAO: SWHP) é um aeroporto brasileiro localizado no município de Água Boa em Mato Grosso. Situado a 457 quilômetros da capital Cuiabá.